# جزایر ساندویچ جنوبی
جزایر ساندویچ جنوبی (انگلیسی: South Sandwich Islands) زنجیره‌ای از جزایر آتشفشانی غیر مسکونی در اقیانوس اطلس جنوبی هستند. این جزایر به عنوان بخشی از جزایر جورجیای جنوبی و ساندویچ جنوبی به‌شمار می‌روند و تحت مدیریت سرزمین‌های فرادریایی بریتانیا اداره می‌شوند. این زنجیره جزایر در منطقه جنب‌جنوبگان و در فاصله ۷۰۰ کیلومتری جنوب‌شرقی جزیره جورجیای جنوبی و 1,700 کیلومتری شمال‌شرقی زبانه شبه‌جزیره جنوبگان قرار دارند.